# Wolfgang Hillebrandt
Wolfgang Hillebrandt (va néixer el 25 de febrer de 1944 a Rerik) és un astrofísic alemany.
Després d'estudiar física i matemàtiques a la Universitat de Colònia, va rebre el seu doctorat allí el 1973 amb una tesi sobre neutrons que graviten: equilibri i l'estabilitat microscòpica. El 1977 es va habilitar a la Universitat Tècnica de Darmstadt. Des de 1978 ha treballat a l'Institut Max Planck de Física i Astrofísica de Múnic i va ser el 1996 un dels directors de la qual va sorgir Max-Planck per Astrofísica a Garching, a prop de Múnic. A la Universitat Tècnica de Múnic exerceix com a professor adjunt. La seva recerca acadèmica se centra en simulacions numèriques de les explosions de supernoves.
El 1977 va ser guardonat amb el Premi de l'Acadèmia de Física de l'Acadèmia de les Ciències de Göttingen i el 1982 amb el Premi Gustav Hertz de la Deutsche Physikalische Gesellschaft. El 2014 va ser elegit membre de l'Academia Europaea.
Els seus recomptes de doctorat Friedrich-Karl Thielemann.

## Obres
- amb Ewald Müller: Supernovae im Superrechner, Physik Journal, Maig de 2004
- amb Ewald Müller, Hans-Thomas Janka Rätselhafte Supernovae, Spektrum der Wissenschaft, Juliol de 2005
- amb Bruno Leibundgut (Herausgeber): From twilight to highlight - the physics of supernovae. Springer, Berlín 2003